# Bours (Passo de Calais)
Bours é uma comuna francesa na região administrativa de Altos da França, no departamento de Passo de Calais. Estende-se por uma área de 11,8 km².